# Opharus almopia
Opharus almopia är en fjärilsart som beskrevs av Druce 1890. Opharus almopia ingår i släktet Opharus och familjen björnspinnare. Inga underarter finns listade i Catalogue of Life.